# Xiaomi Mi Band 5
Xiaomi Mi Band 5 – smartband, inteligentna opaska chińskiego producenta Xiaomi. Zapowiedziana w Chinach 11 czerwca 2020, a 15 lipca 2020 na świecie. Ma 1,1-calowy wyświetlacz AMOLED o rozdzielczości 126x294 i oferuje całodobowe monitorowanie tętna z 50% dokładniejszym czujnikiem PPG niż jego poprzednik – Xiaomi Mi Band 4. Obsługuje magnetyczną stację ładującą, która podobno jest łatwiejsza w użyciu niż ładowarki poprzedniej generacji. Wersja z obsługą NFC ma również wbudowany mikrofon dla asystenta XiaoAI.

## Parametry techniczne[3][4]
- Wyświetlacz: 1,1 cala; AMOLED; dotykowy
- Głębia koloru: 16 bitów
- Jasność wyświetlacza: do 450 nitów
- Rozdzielczość: 126x294 pikseli
- Przyciski: Pojedynczy przycisk dotykowy (wybudzenie, cofnięcie)
- Łączność: Bluetooth 5.0 BLE; NFC (w modelu XMSH11HM)
- Masa: 11,9 g (XMSH10HM) lub 12,1 g (w wersji z NFC – XMSH11HM)
- RAM: 512 KiB
- ROM: 16 MiB
- Akumulator: LiPo, 125 mAh
- Czujniki: akcelerometr, żyroskop, pulsometr (monitor pracy serca – PPG), pojemnościowy czujnik zbliżeniowy
- Wodoodporność: do 50 metrów, 5 atmosfer